# Oude Klooster Maleizen
Het Oude Klooster Maleizen is een gebouwencomplex aan de Terhulpensesteenweg in Maleizen in de Belgische provincie Vlaams-Brabant. Het complex wordt beheerd door Christus Sacerdos vzw.

## Historiek
In 1859 openden enkele zusters van het Heilig Hart van Maria van Alsemberg een schooltje in Terhulpen. In 1863 werd het gebouw te klein en de school onafhankelijk van Alsemberg. In 1866 begon de bouw van een nieuwe school op een stuk grond in Maleizen, waar de zusters introkken in 1867. In 1870 werd er een school geregistreerd die uitgroeide tot onderwijs voor een elitair Franstalig publiek met meisjesinternaat, maar na de Tweede Wereldoorlog in verval geraakte.
In 1997 kocht de gemeenschap Christus Sacerdos de gebouwen en begon met de renovatie. Onder leiding van priester Emiel Herroelen werd een alternatief geboden voor de gebruikelijke priesteropleiding. In september 2012 vestigde er zich een afdeling van het in oorsprong Oostenrijkse Servi Jesu et Mariae, een jonge conservatieve congregatie van pauselijk recht. In september 2015 werd de katholieke Sint-Ignatiusschool er gesticht. Het klooster beschikt over een gastenverblijf en de vzw Christus Sacerdos verhuurt er verscheidene zalen.